# Servidor arrel de noms

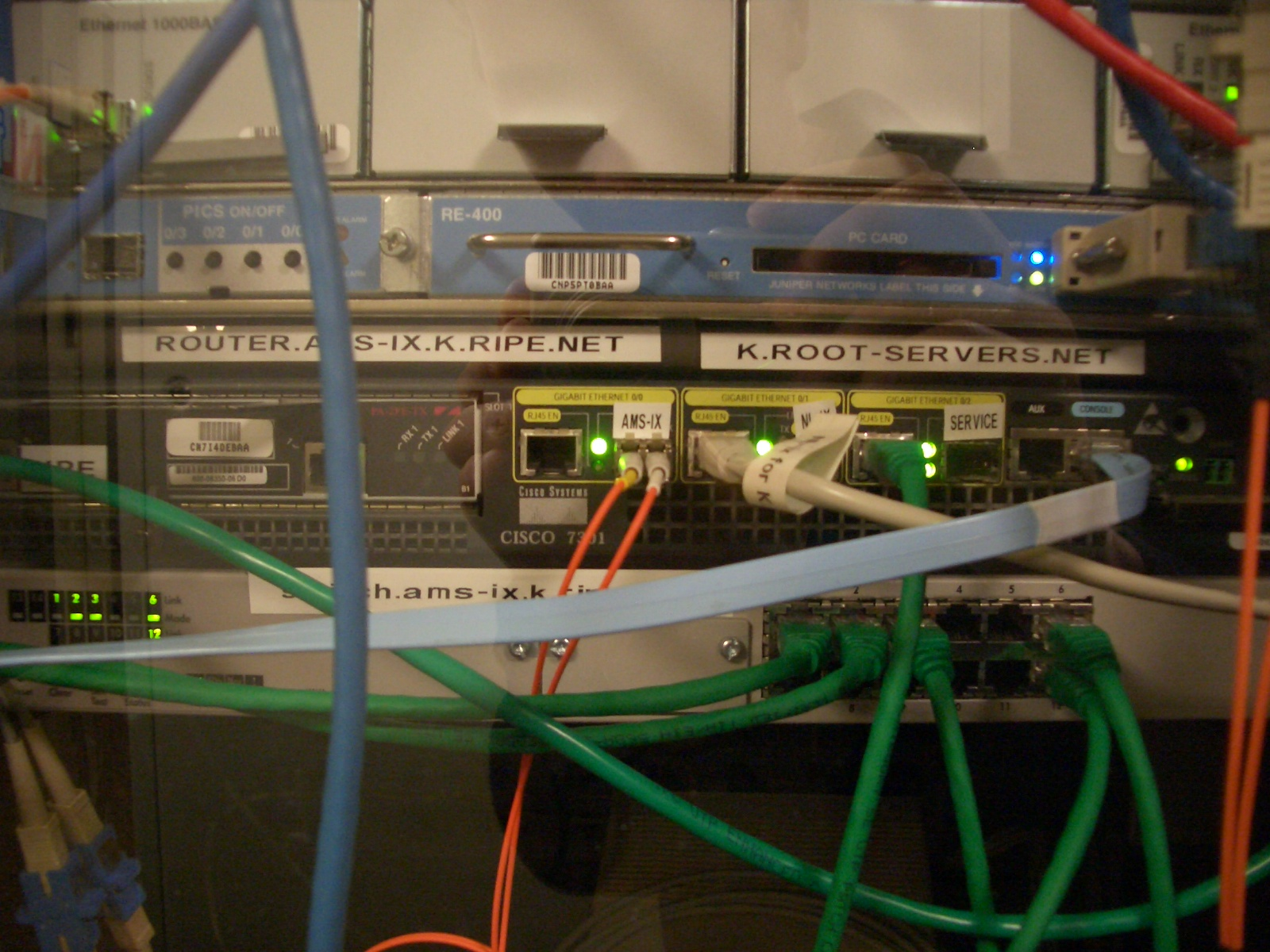
Un encaminador Cisco 7301 i un Juniper M7i, part del servidor arrel K a AMS-IX.

Un servidor arrel de noms és un servidor de noms del Domain Name System (DNS) d'Internet. Respon directament les peticions de registres de la zona arrel i respon altres consultes tornant una llista de servidors acreditats de noms del domini de primer nivell adient (TLD). Els servidors arrel de noms són una part crítica de la infraestructura de l'Internet, ja que són el primer pas en la traducció (resolució) dels noms de servidors entenedors pels humans en adreces IP que s'utilitzen entre amfitrions d'Internet.
Una combinació de limitacions del DNS i certs protocols, concretament la mida pràctica dels paquets UDP (User Datagram Protocol) no fragmentats, va provocar la decisió inicial de limitar el nombre de servidors arrel a tretze adreces de servidor. L'ús d'adreçament anycast permet que avui en dia el nombre real de servidors arrel sigui molt més gran, essent de 504 actualment.

## Domini arrel
El DNS és un sistema jeràrquic de denominació de sistemes per ordinadors, serveis o qualsevol recurs que sigui a la Internet. La part superior d'aquesta jerarquia és el domini arrel. El domini arrel no té un nom formal i la seva etiqueta a la jerarquia DNS és una cadena de text buida. Tots els noms de domini complets (FQDNs) d'internet realment contenen al final del seu nom aquesta cadena de text buida del domini arrel i, per tant, acaben amb un punt i a part (el delimitador d'etiquetes). Per exemple, www.viquipedia.cat.. Això sol assumir-se de forma implícita, en comptes d'explicitar-ho en escriure els dominis, atès que el programari modern de DNS no necessita el punt final per resoldre correctament les peticions de resolució de domini a adreça IP.
El domini arrel conté tots els dominis de primer nivell d'Internet. Conté vint dominis de primer nivell genèrics (gTLDs) i 248 dominis de primer nivell de país (ccTLDs). A més, el domini ARPA es fa servir per a espais de noms tècnics en la gestió de l'adreçament d'Internet i altres recursos. S'utilitza un domini TEST per a fer proves amb noms de domini internacionalitzats.

## Adreces dels servidors arrel
A inicis de 2013 hi havia 13 servidors arrel, els noms dels quals tenen la forma lletra.root-servers.net, on lletra va de la A a la M. Això no significa que hi hagi 13 servidors físics. Cada operador utilitza sistemes redundants per proporcionar un servei fiable fins i tot si es produeixen fallades de programari o de maquinari. A més, nou dels servidors operen a ubicacions geogràfiques diverses utilitzant una tècnica d'encaminament anomenada adreçament anycast, fet que proporciona un rendiment millor i encara més resistència als errors.
Inicialment es van instal·lar 10 servidors als Estats Units d'Amèrica. Actualment alguns funcionen amb adreçament anycast. També es van ubicar 3 servidors fora dels Estats Units: un a Estocolm (I), un a Amsterdam (K) i un a Tòquio (M).
| Lletra                                  | Adreça IPv4    | Adreça IPv6          | Nombre-AS                                                     | Nom antic        | Operador                           | Ubicació #llocs (global/local)                               | Programari |
| --------------------------------------- | -------------- | -------------------- | ------------------------------------------------------------- | ---------------- | ---------------------------------- | ------------------------------------------------------------ | ---------- |
| A                                       | 198.41.0.4     | 2001:503:ba3e::2:30  | AS19836, AS36619, AS36620, AS36622, AS36625, AS36631, AS64820 | ns.internic.net  | Verisign                           | Distribuït usant anycast 5/0                                 | BIND       |
| B                                       | 192.228.79.201 | 2001:478:65::53      | (none), AS4                                                   | ns1.isi.edu      | USC-ISI                            | Marina del Rey, California 0/1                               | BIND       |
| C                                       | 192.33.4.12    | 2001:500:2::c        | AS2149                                                        | c.psi.net        | Cogent Communications              | Distribuït usant anycast 8/0                                 | BIND       |
| D                                       | 199.7.91.13    | 2001:500:2d::d       | AS27                                                          | terp.umd.edu     | University of Maryland             | Distribuït usant anycast 50/67                               | BIND       |
| E                                       | 192.203.230.10 | 2001:500:a8::e       | AS297, AS42                                                   | ns.nasa.gov      | NASA                               | Distribuït usant anycast 1/11                                | BIND       |
| F Arxivat 2003-12-27 a Wayback Machine. | 192.5.5.241    | 2001:500:2f::f       | AS3557, AS1280, AS30132                                       | ns.isc.org       | Internet Systems Consortium        | Distribuït usant anycast 57/0                                | BIND 9     |
| G Arxivat 2011-06-21 a Wayback Machine. | 192.112.36.4   | 2001:500:12::d0d     | AS5927                                                        | ns.nic.ddn.mil   | Defense Information Systems Agency | Distribuït usant anycast 6/0                                 | BIND       |
| H                                       | 128.63.2.53    | 2001:500:1::803f:235 | AS13                                                          | aos.arl.army.mil | U. S. Army Research Lab            | Aberdeen Proving Ground, Maryland, San Diego, Califòrnia 2/0 | NSD        |
| I                                       | 192.36.148.17  | 2001:7fe::53         | AS29216                                                       | nic.nordu.net    | Netnod                             | Distribuït usant anycast 41/0                                | BIND       |
| J                                       | 192.58.128.30  | 2001:503:c27::2:30   | AS26415, AS36626, AS36628, AS36632                            |                  | Verisign                           | Distribuït usant anycast 61/13                               | BIND       |
| K                                       | 193.0.14.129   | 2001:7fd::1          | AS25152                                                       |                  | RIPE NCC                           | Distribuït usant anycast 5/12                                | NSD        |
| L                                       | 199.7.83.42    | 2001:500:3::42       | AS20144                                                       |                  | ICANN                              | Distribuït usant anycast 157/0                               | NSD        |
| M                                       | 202.12.27.33   | 2001:dc3::35         | AS7500                                                        |                  | WIDE Project                       | Distribuït usant anycast 6/1                                 | BIND       |

Els servidors més antics tenien els seus propis noms anteriorment a la implantació de la política d'unificació de la forma dels noms.
Inicialment es va prendre la decisió d'implementar 13 servidors de noms per les limitacions en l'especificació original del protocol DNS, que indica que la mida màxima d'un paquet és de 512 bytes utilitzant el protocol UDP (User Datagram Protocol). Tot i això, tècnicament hi caben 14 noms de servidors a un paquet IPv4. La implementació d'adreces IPv6 als servidors arrel de noms requereix més de 512 bytes, fet que s'assoleix amb l'extensió EDNS0 del DNS estàndard. Només s'utilitzen 13 noms de servidors arrel, però hi ha molts altres servidors físics. Els servidors A, C, E, F, G, I, J, K, L i M són físicament a moltes ubicacions de diferents continents, utilitzant adreces anycast per proporcionar un servei descentralitzat. Com a resultat, la majoria dels servidors arrel físics són actualment fora dels Estats Units, permetent que el servei assoleix un gran rendiment a nivell mundial.

Mapa dels 13 servidors de nom lògics, incloent les serves instàncies anycast, a finals de 2006.

També hi ha diversos sistemes alternatius d'espais de noms que utilitzen el seu propi grup de servidors arrel que existeixen de forma paral·lela als servidors de nom principals. El primer, AlterNIC, va generar considerable repercussió a la premsa especialitzada en el seu moment.
La funció d'un servidor arrel de noms també es pot implementar de forma local o a la xarxa d'un proveïdor. Aquests servidors es sincronitzen amb el fitxer oficial d'arrel de zona segons publica l'ICANN, sense fer la funció de servidor arrel alternatiu.
Com que els servidors arrel de noms són una part important d'Internet, s'han produït diversos atacs DDoS contra la seva infraestructura, tot i que cap d'aquests atacs ha estat capaç d'afectar de forma seriosa el rendiment d'Internet.